# Bertel Bager
Ernst Bertel Efraim Bager, född 8 april 1890 i Stenkvista socken, död 22 augusti 1960 i Danderyds församling, var en svensk kirurg.
Bertel Bager var son till godsägaren Ernst Bager och sonson till Johan Peter Bager. Han blev avlade studentexamen i Nyköping 1908 och studerade därefter vid Uppsala universitet där han blev medicine kandidat 1913 och medicine licentiat 1918. 1930 blev han medicine doktor vid Karolinska Institutet. Efter förordnanden i kirurgi och obstetrik bland annat vid Maria sjukhus i Stockholm blev Bager 1928 tillförordnad lasarettsläkare vid kirurgiska avdelningen i Norrköping, 1931 lasarettsläkare vid kirurgiska- och barnabördsavdelningen i Örnsköldsvik, 1938 överläkare vid kirurgiska avdelningen vid Centrallasarettet i Stocksund och 1940 chef för Medicinalstyrelsens beredningsbyrå. Han företog flera utländska studieresor och utgav ett flertal skrifter i kirurgiska och socialmedicinska ämnen. År 1955 utgav han boken Naturen som formgivare : en botanisk konststudie. Bager är begravd på Danderyds kyrkogård.